# Pink Entertainment
Pink Entertainment er et dansk selskab der producerer pornografiske film.